# Wojciech Marusarz
Wojciech Marusarz (* 28. Mai 1993 in Zakopane) ist ein ehemaliger polnischer Nordischer Kombinierer.

## Werdegang
Marusarz wurde bei Start Krokiew Zakopane ausgebildet, wechselte dann nach der Auflösung des Vereins zu AZS Zakopane. Während er im Jugendbereich auch an Spezialsprung-Wettbewerben teilnahm, konkurrierte er im Seniorenbereich nur noch in der Nordischen Kombination. Bereits im März 2008 ging er erstmals bei polnischen Meisterschaften an den Start, ehe er am 28. Februar 2010 erstmals beim Continental-Cup-Wettbewerb in Karpacz international auftrat. Nach dieser Darbietung folgte eine dreijährige Pause, bevor er im Januar 2013 zunächst erneut erfolglos im Continental Cup startete. Wenige Wochen später nahm Marusarz an den Nordischen Junioren-Skiweltmeisterschaften 2013 in Liberec teil, wo er im Sprint den 30. Platz belegte sowie mit dem Team Elfter wurde. Bei der Universiade zwei Jahre später in Štrbské Pleso reihte er sich im Mittelfeld ein und konnte nur mit dem Team als Sechster einen einstelligen Platz erreichen.
In der Saison 2016/17 wurde Marusarz regelmäßiger im Continental Cup eingesetzt, verpasste jedoch immer die Punkteränge. Erfolgreicher war er bei der Universiade 2017 in Almaty, als er im Gundersen-Einzel den elften sowie im Massenstart den neunten Rang belegte. Gemeinsam mit Adam Cieślar und Paweł Słowiok wurde er in der 3 × 5-km-Staffel Universiadesieger.
Im Sommer 2017 debütierte Marusarz in Planica im Grand Prix, konnte allerdings keine Grand-Prix-Punkte gewinnen. Dementgegen gestaltete sich sein Auftakt in den Winter 2017/18 deutlich positiver, gelangen ihm beim Continental Cup in Steamboat Springs mit dem elften, zwölften und vierzehnten Platz seine bis dato besten Ergebnisse. Daraufhin debütierte Marusarz im Januar 2018 in Chaux-Neuve im Weltcup, erreichte dabei jedoch nur den 43. Rang. Tags darauf belegte er beim Teamwettkampf den achten Platz. Bei den Olympischen Winterspielen 2018 im südkoreanischen Pyeongchang platzierte er sich im Einzel ebenso nur auf den hinteren Rängen und auch im Team gemeinsam mit Paweł Słowiok, Szczepan Kupczak und Adam Cieślar reichte es nur zum vorletzten Platz.
Nachdem Marusarz im Winter 2018/19 zunächst erfolglos im Weltcup gestartet war, wurde er in den Continental Cup zurückgestuft. Allerdings stellten sich auch hier keine Erfolge ein, sodass er sich mit dem 81. Platz in der Gesamtwertung zufriedengeben musste. Zum Saisonende wurde er in Szczyrk vor Andrzej Szczechowicz erstmals polnischer Meister.
Nach der Saison 2019/20 beendete Marusarz seine Karriere.

## Statistik

### Teilnahmen an Olympischen Winterspielen
| Jahr und Ort     | Wettbewerb   | Wettbewerb   | Wettbewerb | Wettbewerb |
| Jahr und Ort     | Gundersen NS | Gundersen GS | Team       |            |
| ---------------- | ------------ | ------------ | ---------- | ---------- |
| 2018 Pyeongchang | 47.          | DNF          | 09.        |            |

### Continental-Cup-Platzierungen
| Saison  | Platz | Punkte |
| ------- | ----- | ------ |
| 2017/18 | 55.   | 64     |
| 2018/19 | 81.   | 12     |
| 2019/20 | 65.   | 23     |